# Stelis physoglossa
Stelis physoglossa là một loài thực vật có hoa trong họ Lan. Loài này được Luer & F.Werner mô tả khoa học đầu tiên năm 2009.